# Ягенетта
Ягенетта — река на севере Западной Сибири, в Пуровском районе Ямало-Ненецкого автономного округа. Устье реки находится в 332 км по правому берегу реки Пур. Длина реки 233 км. Площадь бассейна — 8350 км².
Берёт начало на возвышенности Сатты, в 85 км юго-западнее г. Новый Уренгой и течёт с запада на восток.
Бассейн реки насчитывает 580 водотоков, среди которых 10 рек длиной свыше 50 км. Питание преимущественно снеговое.
Половодье длится не менее двух месяцев. Средний годовой расход воды — около 80 м³/с, объём годового стока реки — 2,55 км³.
Ягенетта покрывается льдом в октябре и открывается только в мае-июне. Длительность ледостава обычно свыше 7,5 мес.

## Притоки
(км от устья)
- 16 км: Тыдэотта (пр.), длина 104 км
- 61 км: Комсятта (пр.), длина 132 км
- 64 км: Тэвасияха (пр.)
- 84 км: Нивлюяха (пр.), длина 59 км
- 140 км: Койяха (пр.)
- 144 км: Лыкготаяха (лв.)
- 151 км: Тусианъяха (лв.)
- 176 км: Тарьяяха (лв.)
- 183 км: Писияха (пр.)
- 184 км: Лысуяха (лв.)
- 185 км: Сюньяха (лв.)
- 193 км: Елептяяха (пр.)
- 199 км: Намнякуяха (пр.)
- 206 км: Сидыяха (пр.)

## Данные водного реестра
По данным государственного водного реестра России относится к Нижнеобскому бассейновому округу, водохозяйственный участок реки — Пур. Речной бассейн реки — Пур.
Код объекта в государственном водном реестре — 15040000112115300059101.